# Dipartimenti di epoca napoleonica in Italia
I dipartimenti di epoca napoleonica in Italia furono suddivisioni amministrative formate in Italia in seguito alle campagne d'Italia di Napoleone Bonaparte.
Alcuni furono annessi alla Francia e integrati nell'Impero, mentre altri costituirono le suddivisioni delle Repubbliche sorelle italiane (Repubblica Cispadana, Repubblica Cisalpina, Repubblica Napoletana, ecc.).

## Dipartimenti francesi in Italia

I 14 dipartimenti italiani del Primo impero francese nel 1811. La mappa mostra nel medesimo colore anche i 3 dipartimenti del Monte Bianco, del Lemano e del Sempione.

Si tratta di 14 dipartimenti creati tra 1802 e 1809 con l'avanzare delle annessioni di territorio italiano.
- 1802, creati all'annessione della Repubblica Subalpina:
  - Dora, capoluogo: Ivrea
  - Marengo, capoluogo: Alessandria
  - Po, capoluogo: Torino
  - Sesia, capoluogo: Vercelli
  - Stura, capoluogo: Cuneo
  - Tanaro, capoluogo: Asti (soppresso nel 1805)
- 1805, creati all'annessione della Repubblica Ligure:
  - Appennini, capoluogo: Chiavari
  - Genova, capoluogo: Genova
  - Montenotte, capoluogo: Savona
- 1808, creati all'annessione del Regno di Etruria e degli stati parmensi:
  - Arno, capoluogo: Firenze
  - Mediterraneo, capoluogo: Livorno
  - Ombrone, capoluogo: Siena
  - Taro, capoluogo: Parma
- 1809, creati all'annessione dello Stato Pontificio:
  - Tevere, capoluogo: Roma (divenuto dipartimento di Roma nel 1810)
  - Trasimeno, capoluogo: Spoleto

## Dipartimenti del Regno d'Italia

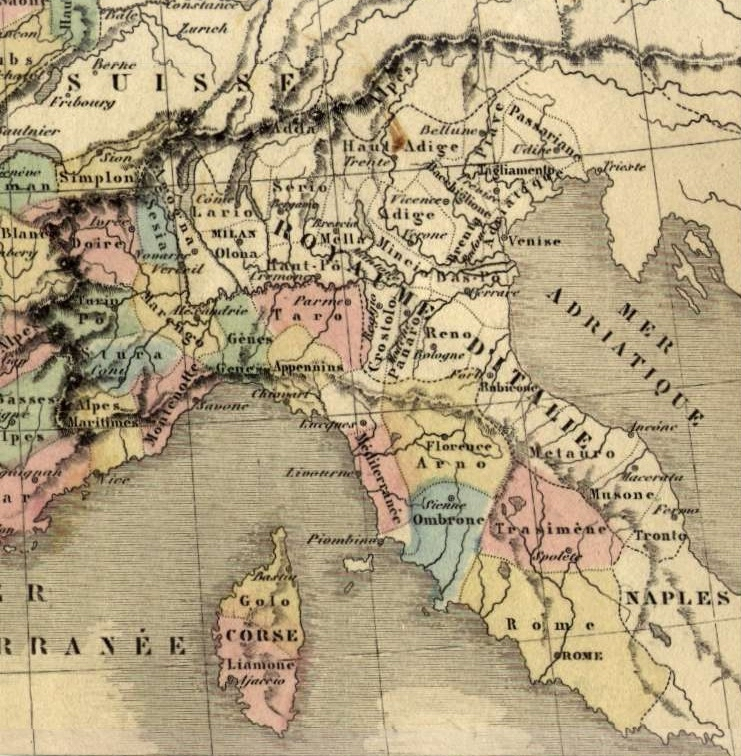
I Dipartimenti italiani dell'Impero Francese e del Regno d'Italia (in bianco) nel 1812

La Repubblica Cisalpina, risultato della fusione delle precedenti Repubbliche Cispadana e Transpadana, e chiamata in seguito Repubblica Italiana, quindi trasformata in Regno d'Italia, fu oggetto di numerose modifiche nelle suddivisioni a causa della mutevolezza dei suoi confini.
- 1805, quattordici dipartimenti, di cui dodici mutuati dalla precedente Repubblica Italiana (tutti tranne Adda e Adige):
  - Adda, capoluogo: Sondrio
  - Adige, capoluogo: Verona
  - Agogna, capoluogo: Novara
  - Alto Po, capoluogo: Cremona
  - Basso Po, capoluogo: Ferrara
  - Crostolo, capoluogo: Reggio Emilia
  - Lario, capoluogo: Como
  - Mella, capoluogo: Brescia
  - Mincio, capoluogo: Mantova
  - Olona, capoluogo: Milano
  - Panaro, capoluogo: Modena
  - Reno, capoluogo: Bologna
  - Rubicone, capoluogo: Forlì
  - Serio, capoluogo: Bergamo
- 1806, con la pace di Presburgo del 26 dicembre 1805, l'Austria rinuncia alla Provincia Veneta, il cui territorio è unito al Regno d'Italia. Vengono costituiti sette nuovi dipartimenti, facendo salire il totale a ventuno:
  - Adriatico, capoluogo: Venezia
  - Bacchiglione, capoluogo: Vicenza
  - Brenta, capoluogo: Padova
  - Istria, capoluogo: Capo d'Istria
  - Passariano, capoluogo: Udine
  - Piave, capoluogo: Belluno
  - Tagliamento, capoluogo: Treviso

Anche i territori della Dalmazia, cui fu aggiunta Ragusa nel 1808,  vennero incorporati al Regno d'Italia come provincia retta da un provveditore.
- 1808, l'11 maggio 1808, con lo scorporo delle Marche dallo Stato della Chiesa e la loro annessione al Regno d'Italia, sono aggiunti altri tre dipartimenti, facendo salire il totale a ventiquattro:
  - Metauro, capoluogo: Ancona
  - Musone, capoluogo: Macerata
  - Tronto, capoluogo: Fermo
- 1810, nel maggio 1810 il Regno d'Italia ottiene dalla Francia, come compensazione per il passaggio dell'Istria e della Dalmazia alle Province illiriche, i territori già bavaresi del Circolo all'Adige e porzioni del Circolo all'Eisack (Isarco), costituendo un nuovo dipartimento:
  - Alto Adige, capoluogo: Trento

## Dipartimenti della Repubblica Romana

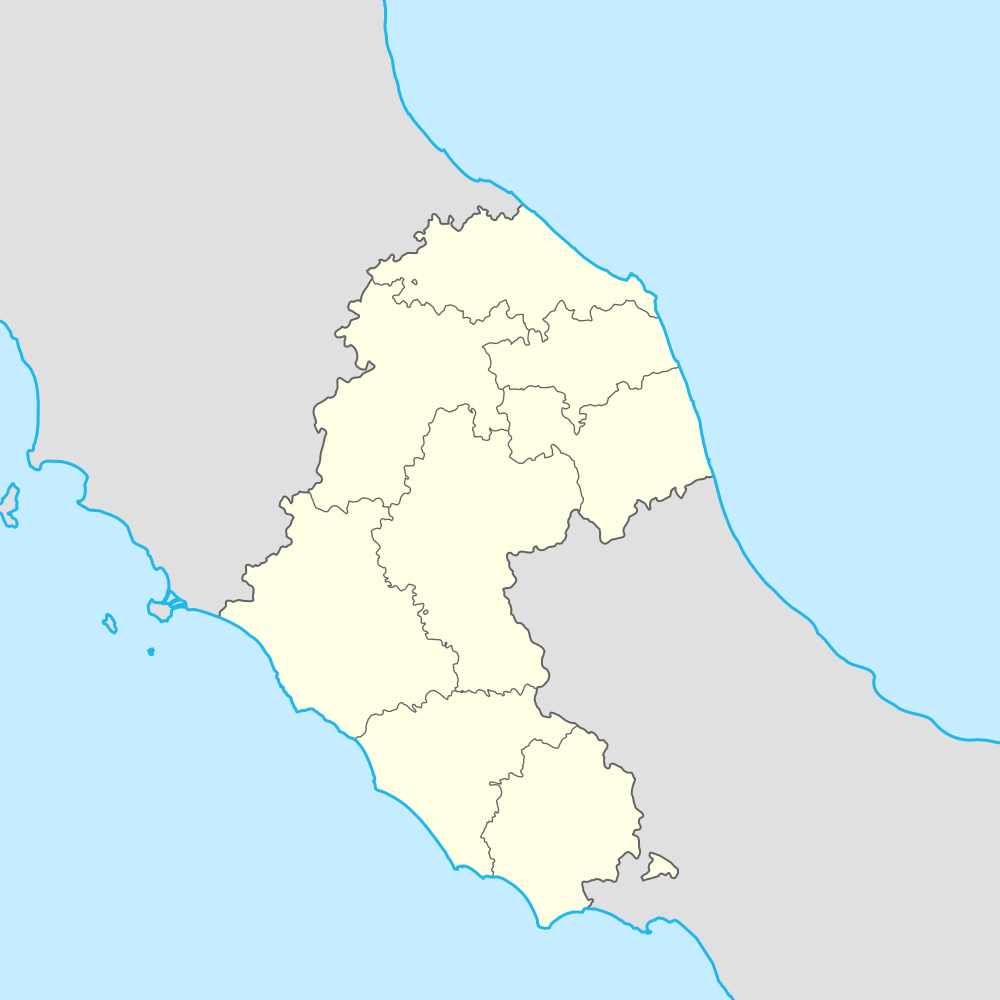
Suddivisione in dipartimenti della Repubblica Romana

La Repubblica Romana fu una delle repubbliche sorelle filofrancesi e giacobine proclamate in seguito alle conquiste francesi dopo la Rivoluzione. Il 10 febbraio 1798 le truppe di Napoleone, guidate dal generale Louis-Alexandre Berthier, invasero Roma dando inizio all'occupazione francese della città. La Repubblica cadde già nel 1799 e pochi mesi dopo lo Stato Pontificio venne ripristinato. La repubblica fu suddivisa in otto dipartimenti. La ripartizione variò nel tempo e giunse alla sistemazione definitiva il 26 fiorile anno VI. 
- Cimino, capoluogo: Viterbo
- Circeo, capoluogo: Anagni
- Clitunno, capoluogo: Spoleto
- Metauro, capoluogo: Ancona
- Musone, capoluogo: Macerata
- Tevere, capoluogo: Roma
- Trasimeno, capoluogo: Perugia
- Tronto, capoluogo: Fermo

## Dipartimenti della Repubblica Napoletana
La Repubblica Napoletana, detta anche Repubblica Partenopea, fu una repubblica parlamentare nata in seguito alla campagna d'Italia nei territori del Regno di Napoli e che durò solo dal 23 gennaio al 13 giugno 1799. Data la sua effimera vita la Repubblica non riuscì mai ad approvare il progetto di Carta Costituzionale, ideato da Francesco Mario Pagano e ispirato al modello francese, che prevedeva l'istituzione di 17 dipartimenti. A maggio le 13 provincie tradizionali vengono restaurate, ma assumono i nomi di alcuni dei nuovi dipartimenti.
- Gran Sasso (dal massiccio); il nome originario fu Abruzzo Ulteriore Primo, con a capo Teramo
- Aterno (dal fiume); in seguito Abruzzo Citra, con a capo Chieti
- Maiella (dal massiccio); in seguito Abruzzo Ulteriore Secondo, rinominato Dipartimento di Fucino, con a capo L'Aquila
- Liri (dal fiume), in seguito Terra di Lavoro come il Dipartimento di Volturno, con a capo Capua
- Vesuvio (dall'omonimo vulcano); sempre l'area urbana di Napoli
- Biferno (dal fiume); disciolto e soprattutto annesso al Dipartimento del Gargano
- Gargano (dal promontorio); in seguito Molise e Capitanata, con a capo Lucera
- Calore (dal fiume); in seguito Principato Ultra, con a capo Montefusco
- Sele (dal fiume); in seguito Principato Citra, con a capo Salerno
- Palinuro (dal promontorio); disciolto
- Bradano (dal fiume); in seguito Basilicata, con a capo Matera
- Vulture (dal vulcano); disciolto e poi annesso al Dipartimento del Bradano
- Leuca (dal capo); in seguito Terra d'Otranto, con a capo Lecce
- Polino; in seguito Terra di Bari come il Dipartimento di Ofanto, con a capo Bari
- Crati (dal fiume); in seguito Calabria Citeriore, con a capo Cosenza
- Lacinio (dal capo); in seguito Calabria Ulteriore, con a capo Catanzaro
- Leucopetra (dal capo); disciolto e annesso al Dipartimento di Sagra